# Diáspora espanhola
A diáspora espanhola é constituída dos espanhóis e seus descendentes que  emigraram da Espanha. No continente americano, o termo pode referir-se àqueles de nacionalidade espanhola que ali vivem; "hispânico" é normalmente o termo mais adequado para descrever os falantes nativos de espanhol espanhol nas Américas.
A diáspora concentra-se em lugares que fizeram parte do Império Espanhol. Os países com as populações consideráveis são aqueles da América Hispânica e, em menor escala, Brasil, Belize, Haiti, Estados Unidos, Canadá e resto da Europa.
Os dados mais recentes do Registro de Espanhóis Residentes no Estrangeiro do Instituto Nacional de Estadística apontam que o número de pessoas com a nacionalidade espanhola residentes fora da Espanha é de 2.742.605 em 1 de janeiro de 2022, um aumento de 3,3%(87.882 pessoas) em comparação aos dados do mesmo dia do ano anterior".

## Origens (1402–1521)
O Reino de Castela, então governado pelo rei Henrique III, iniciou a colonização das Canárias em 1402, o que inclui o acordo com nobres normandos como Jean de Béthencourt. A conquista das ilhas, já habitadas por populações berberes conhecidas como "guanches", só foi concluída quando o exército de Castela conquistou, em longos e sangrentos conflitos, as ilhas de Grã Canária (1478–1483), La Palma (1492–1493) e Tenerife (1494-1496).
O casamento dos Reis Católicos Fernando II de Aragão e Isabel I de Castela criou uma confederação de reinados, que dará origem à Espanha, cada um com administração própria, mas regidos por uma monarquia em comum. O historiador britânico Henry Kamen diz que somente após séculos de governo comum que esses reinos separados formaram um estado totalmente unificado.
Em 1492, a Espanha expulsou o último rei mouro de Granada e, após isso, os Reis Católicos negociam com o navegante genovês Cristóvão Colombo, que procurava uma rota para a Ásia navegando para o oeste. Nessa época, Castela já estava em disputa marítima com Portugal nas Grandes Navegações. Em 12 de outubro daquele ano, Colombo chega a uma ilha nas atuais Bahamas conhecida como "Guanahani" pelos indígenas locais, assim ocorrendo o "Descobrimento" da América. Como o italiano pensou estar nas Índias, apelidou os povos nativos do continente descoberto de "índios". 
Em 1494, João II de Portugal e os Monarcas Católicos assinam, na vila de Tordesilhas, o Tratado de Tordesilhas, dividindo o mundo entre portugueses e espanhóis.

## Era das Navegações
Após a Era dos Descobrimentos, os espanhóis foram a primeira e uma das maiores comunidades a emigrar da Europa e a expansão do Império Espanhol na América ao longo da primeira metade do século XVI ocorreu junto com uma "dispersão extraordinária do povo espanhol", com concentrações principalmente "na América do Norte e do Sul", especialmente nos vice-reinos da Nova Espanha (atuais México e América Central Continental) e do Peru (no país de mesmo nome).[carece de fontes?]
O Império Espanhol foi construído pelos espanhóis que deixaram seu país e afetaram permanentemente a estrutura e dinâmica populacional do continente americano para sempre. Como resultado da colonização da América Hispânica, sem dúvidas esse foi o grande destino de emigração espanhol.

## África

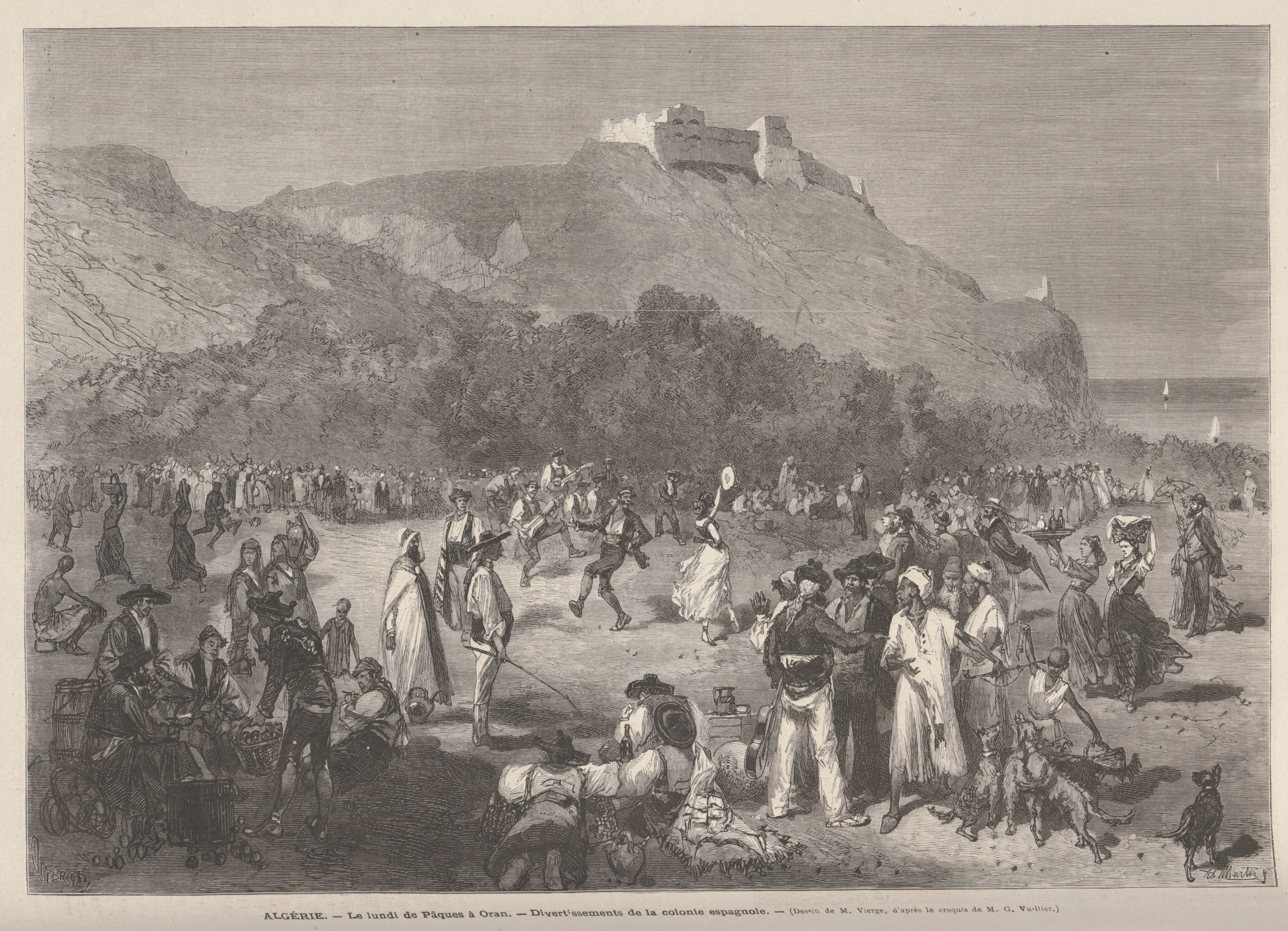
Colonos espanhóis em Oran, na Argélia.

### Conquista das Ilhas Canárias
A primeira parte da conquista das Canárias foi realizada pelos nobres normandos Jean de Béthencourt e Gadifer de la Salle, por motivos basicamente econômicos, pois Béthencourt era proprietário de indústrias têxteis e tinturarias e as canárias ofereciam uma fonte de corantes a partir de plantas e fungos. Por meio de tratados, as disputas entre Castela e Portugal pelo domínio do Atlântico se desfazem e foi reconhecido o domínio castelhano sobre as Canárias e também a posse portuguesa das ilhas dos Açores, Madeira e Cabo Verde e deu a Portugal direitos sobre as terras já e futuramente descobertas, assim como qualquer outra ilha que possa ser encontrada e conquistada além das Canárias em direção à Guiné.
Castela continuou dominando as Canárias, mas, devido à topografia local e a resistência dos aborígenes berberes guanches, a conquista das ilhas só foi finalizada em 1495, quando Tenerife e La Palma foram finalmente subjugadas por Alonso Fernández de Lugo. 

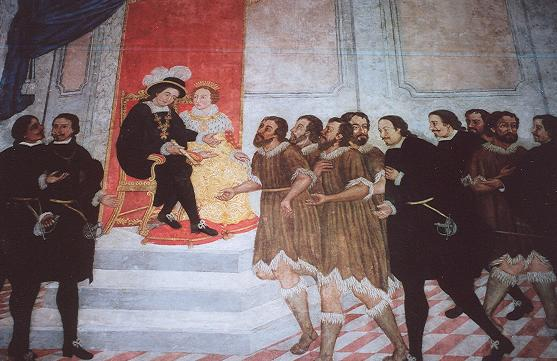
Alonso Fernández de Lugo apresenta aos Reis Católicos os menceyes (reis guanches) cativos de Tenerife.

As ilhas receberam, durante e nas décadas após sua conquista, milhares de colonos vindos da Europa Continental, sendo, no início, em sua maioria andaluzes com alguns castelhanos e posteriormente, com grande parte dos colonos ainda vinda da Espanha, como galegos, castelhanos, catalães e bascos, além dos provindos de outras partes da Europa, sobretudo portugueses, mas também italianos e flamengos. 
Os conquistadores foram subjugando e escravizando a população guanche e as mulheres sobreviventes dessa etnia se misturam aos colonos europeus, assim deixando legado genético ao povo canário. 
Atualmente, não há mais guanches, mas seu legado genético e cultural persiste nos habitantes das Canárias e da diáspora canária.

## Américas

### Argentina

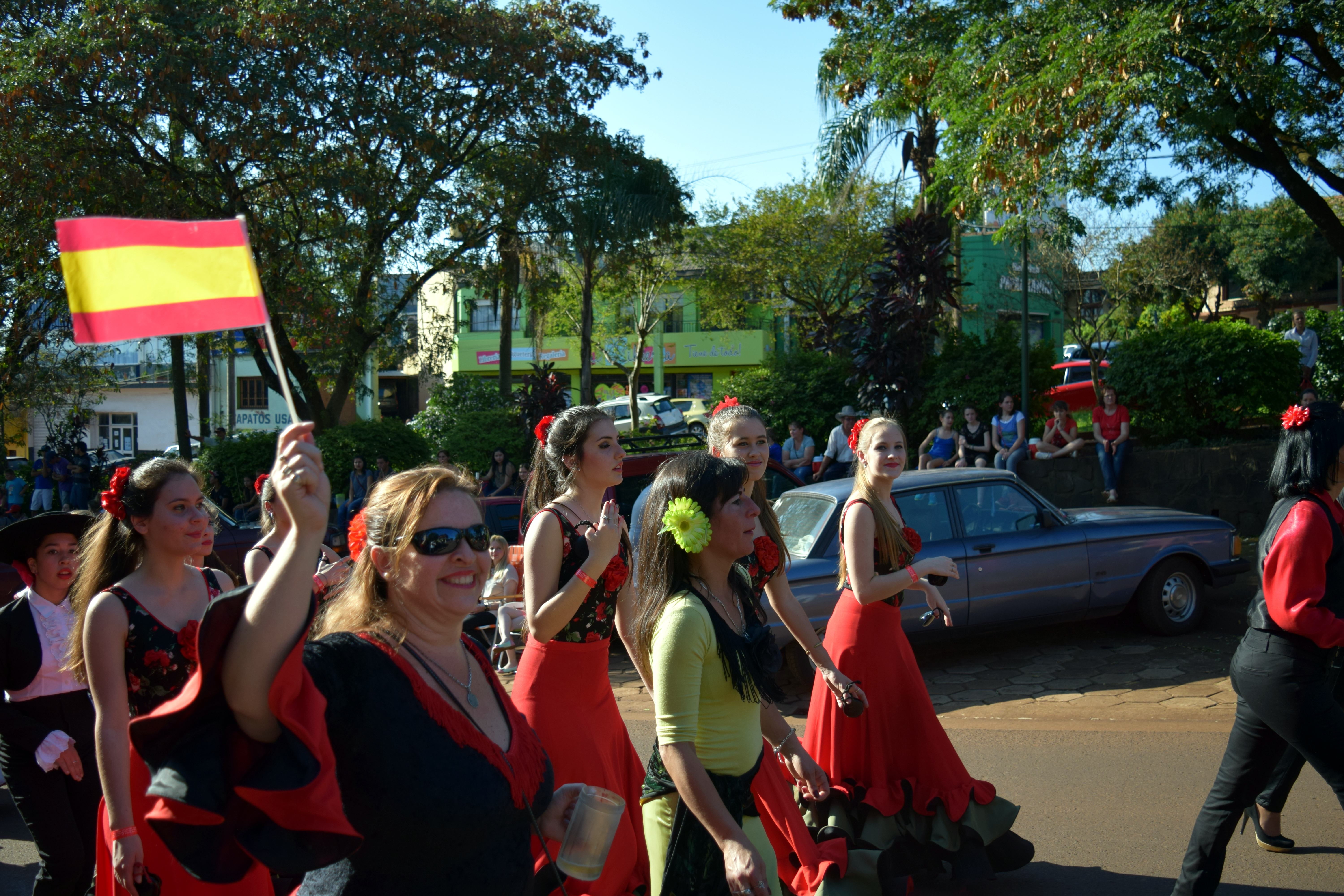
Festival do Imigrante em Misiones, Argentina

A chegada dos espanhóis à Argentina é dividida em dois momentos distintos: um, durante a colonização e outro, após a Independência.
Durante a colonização da Argentina, assim como em outras partes da América Hispânica, havia uma grande escassez da mulher branca entre os colonos espanhóis, o que favoreceu a miscigenação entre os homens ibéricos e mulheres indígenas. Até meados do século XIX, a imensa maioria dos europeus que desembarcaram nesse país sul-americano vinha da Espanha.
Durante o grande processo de imigração pelo qual a Argentina passou na segunda metade do século XIX e primeiras décadas do século XX, havia muitos espanhóis.
Cerca de 70% dos espanhóis que se fixaram na Argentina pós-independência eram galegos e esse povo espanhol vira o estereótipo de espanhol nesse país sul-americano a partir de então.

### Brasil

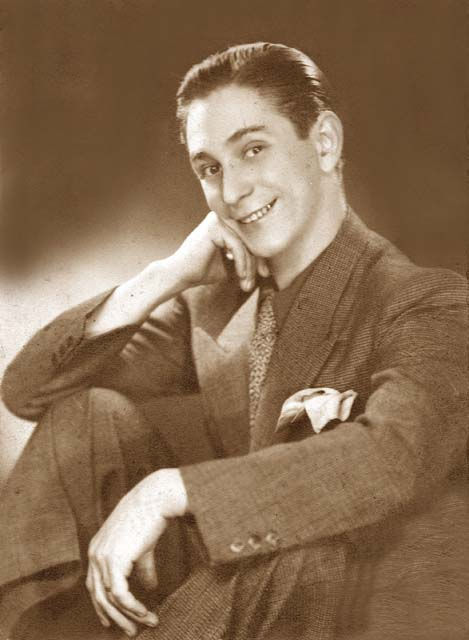
O ator Oscarito nasceu na cidade espanhola Málaga, mas veio ao Brasil com um ano de idade.

Cerca de 750 mil imigrantes espanhóis entraram no Brasil no final do século XIX e primeiras décadas do século XX, sendo o terceiro maior grupo imigratório do país na época e o terceiro maior fluxo de espanhóis após a independência da América Latina, perdendo apenas para Argentina e Cuba.
Os censos brasileiros não coletam dados sobre origem étnica ou ascendência, o que torna muito difícil fornecer números precisos de brasileiros descendentes de espanhóis. A única pesquisa confiável disponível é uma julho de 1998, cujo escopo, entretanto, é limitado,  incluindo seis regiões metropolitanas. Nessa pesquisa, os descendentes de espanhóis representavam 4,4% da população brasileira. 

### Canadá
No Canadá, 368.305 habitantes se declaram como espanhóis ou descendentes de espanhóis.

### Chile
Os primeiros imigrantes europeus no Chile foram os colonizadores espanhóis que chegaram a partir do século XVI. No início, eles vinham principalmente de  Castela e Andaluzia e, nos séculos XVIII e XIX, muitos bascos tanto da Espanha quanto da França chegam ao Chile e lá se integram às elites existentes de origem castelhana.
Outros europeus vieram para o Chile posteriormente e entre eles existiram os que enriqueceram e incorporam-se à elite basco-castelhana para criar a cultura chilena moderna. 
Mais espanhóis vieram para o Chile durante a Guerra Civil Espanhola e a ditadura de Francisco Franco, mantendo sua identidade espanhola e criando clubes espanhóis pelo país.
A cultura espanhola dos colonos originais evoluiu lentamente para a cultura popular chilena, especialmente a cultura huaso, e na época da independência abandonou a afiliação nacional com a Espanha.

### Colômbia
A chegada dos espanhóis à Colômbia começou no início do século XVI e continua até hoje. Cerca de 500.000 espanhóis emigraram para a Colômbia durante o período colonial, provindos de toda a Espanha peninsular. Há atualmente  mais de 27.000 imigrantes espanhóis nesse país.

### Cuba

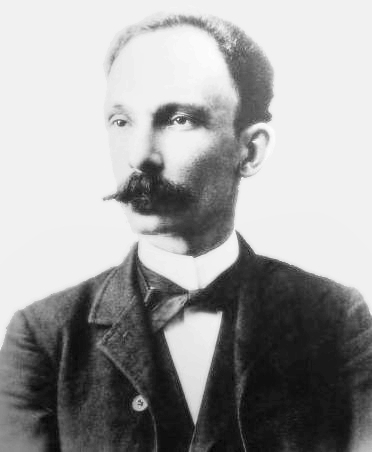
O poeta cubano José Martí era filho de pais espanhóis.

Líder de Cuba por quase 50 anos, Fidel Castro era filho de pai galego, da Província de Lugo.

A imigração espanhola para Cuba se iniciou em 1492, quando Colombo desembarcou pela primeira vez da ilha, avistada pela primeira vez de um barco espanhol em 28 de outubro de 1492, provavelmente em Baracoa, na ponta leste da ilha. Cristóvão Colombo, em sua primeira viagem às Américas, navegou para o sul do que hoje são as Bahamas para explorar a costa nordeste de Cuba e a costa norte de Hispaniola.
Em 1511, Diego Velázquez de Cuéllar partiu com três navios e um exército de 300 homens de Santo Domingo para formar o primeiro assentamento espanhol em Cuba, com ordens da Espanha para conquistar a ilha. 
Durante o período colonial, a maioria dos espanhóis que chegaram a Cuba eram oriundos das Ilhas Canárias.

#### Imigração do século XX
Entre 1902 e 1931, estima-se que, entre os imigrantes que vieram para Cuba, 780.400 (60,8%) eram espanhóis.
Os espanhóis que vieram para o país caribenho após o final do século XIX não vinham apenas das Canárias, mas também de outras partes da Espanha, como Galiza, Astúrias e Catalunha.
Em 2020, viviam 147.617 pessoas em Cuba com cidadania espanhola.

### República Dominicana

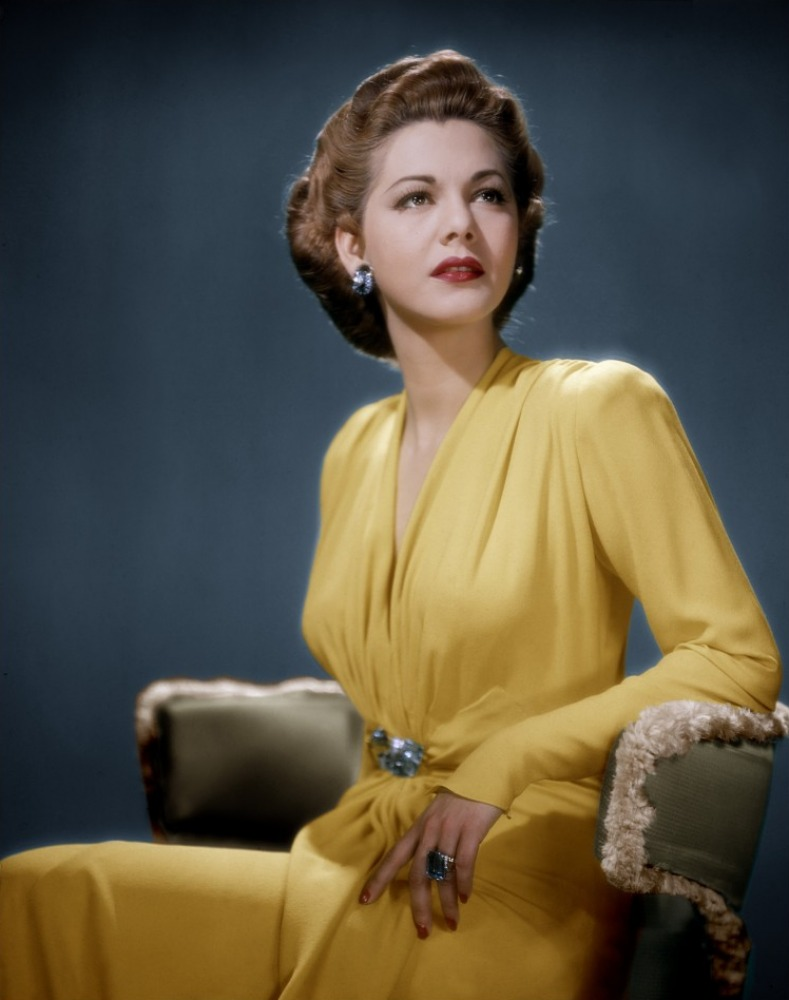
Maria Montez, atriz dominicana.

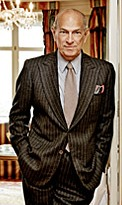
Oscar de la Renta, estilista dominicano naturalizado estadunidense.

A presença de brancos na República Dominicana remonta à fundação de La Isabela, o primeiro assentamento europeu nas Américas, por Cristóvão Colombo em 1493, após a destruição do Fuerte de la Navidad um ano antes pelo Cacique Caonabo. 
Em 1510, havia 10.000 espanhóis na colônia de Santo Domingo, e aumentou para mais de 20.000 em 1520.
Durante o século XVIII, muitos colonos franceses se estabeleceram em muitas cidades dominicanas, particularmente em Santiago de los Caballeros e, em 1730, eles representavam 25% da população. Em 1718, um decreto régio ordenou a expulsão dos franceses da Capitania-Geral de Santo Domingo, mas o Grande Prefeito de Santiago, Antonio Pichardo Vinuesta, recusou-se a obedecê-lo, sob o argumento de que a maioria dos franceses havia se casado com mulheres espanholas locais e, portanto, sua expulsão prejudicaria a economia da região de Cibao. Pichardo foi julgado e preso em Santo Domingo, mas, no ano seguinte, o Conselho das Índias o inocentou e concedeu indulto aos franceses. Entre 1720 e 1721, uma revolta em Santiago contra um novo imposto sobre as exportações de carne bovina gerou temores da elite dominicana estar sendo afrancezada e Fernando Constanzo, governador da capitania, acusou a elite do Cibao de tentar anexar suas províncias à França. Após os planos fracassados do governo espanhol de expulsar os colonos franceses, ele decidiu encorajar ativamente o assentamento em massa de famílias espanholas em seu território. Ao longo do século XIX, a colônia espanhola de Santo Domingo foi objeto de uma migração em massa de espanhóis, a maioria dos quais oriundos das Ilhas Canárias.
Hoje, a maioria dos descendentes desses espanhóis podem ser encontrados  no norte da República Dominicana ou em Cibao, representando uma parcela significativa da população em províncias como Valverde, Espaillat, Hermanas Mirabal, La Vega e especialmente em Santiago de los Caballeros, mas minorias brancas importantes podem também ser encontradas na capital Santo Domingo, La Romana, Bonao, Puerto Plata, Punta Cana e Barahona. Estima-se que existam atualmente 26.880 espanhóis vivendo na República Dominicana.

### El Salvador
Após a descoberta do atual território de El Salvador, os espanhóis começam a sua conquista. O leste e o norte desse país centro-americano foram fáceis de conquistar, devido à pequena população indígena local, mas o centro-oeste teve bastante resistência. Concluído esse processo, os conquistadores ficaram frustrados ao descobrirem que em El Salvador não havia tantas pedras preciosas quanto em outros país e, com isso, começaram a encontrar outra fonte para a economia, incluindo índigo, cacau e gado bovino. Com pouca mão de obra, durante o período colonial, famílias espanholas da Galiza e Astúrias foram enviadas para repovoar El Salvador.
Após a independência desse país centro-americano e devido ao café e leis imigratórias, os espanhóis começaram a chegar em massa ao território salvadorenho, grande parte dos quais provindos da Galiza e das Astúrias e, em menor medida, da Andaluzia, das Ilhas Canárias, da Catalunha e do País Basco. Estima-se, que entre 1880 e 1930, 25 mil espanhóis se mudaram para El Salvador.
Os espanhóis representavam o terceiro maior grupo de imigrantes do país da América Central, superado apenas pelos franceses e italianos.

### Guatemala
A chegada dos espanhóis à atual Guatemala se iniciou em 1524, com a conquista da região, liderada por Pedro de Alvarado. Ao longo do período colonial guatemalteco, mais ibéricos vieram ao país, não como conquistadores, mas sim para fazer negócios ou atividades cotidianas. A embaixada espanhola na Cidade da Guatemala relata cerca de 9.311 espanhóis vivendo na Guatemala em 2014. 
Embora a conquista espanhola da Guatemala tenha sido resultado principalmente de sua superioridade técnica, os espanhóis foram ajudados pelos maias, habitantes originais do território guatemalteco, que já estavam envolvidos em uma amarga luta interna.

### México
A imigração espanhola para o México começou em 1519 e se estende até a atualidade. O primeiro assentamento espanhol foi estabelecido em fevereiro de 1519, como resultado do desembarque do conquistador Hernán Cortés na Península de Yucatán, acompanhado por cerca de 11 navios, 500 homens, 13 cavalos e um pequeno número de canhões. Em março de 1519, Cortés reivindicou a região de Yucatán para a Espanha e a conquista do Império Asteca, liderada por Cortés, foi concluída em 1521, quando Cuauhtémoc, último imperador Asteca, se rende aos espanhóis.
No século XVI, após a conquista militar espanhola da maior parte da América, em torno de 240 mil espanhóis entraram nos portos hispano-americanos e 450 mil aportaram na América Hispânica no próximo século. Desde a conquista do México, esta região tornou-se o principal destino dos colonos espanhóis no século XVI. Os primeiros espanhóis que chegaram ao México foram soldados e marinheiros das regiões da Estremadura, Andaluzia e La Mancha.  A partir do final do século XVI, plebeus e aristocratas de toda a Espanha continental migram para o México.

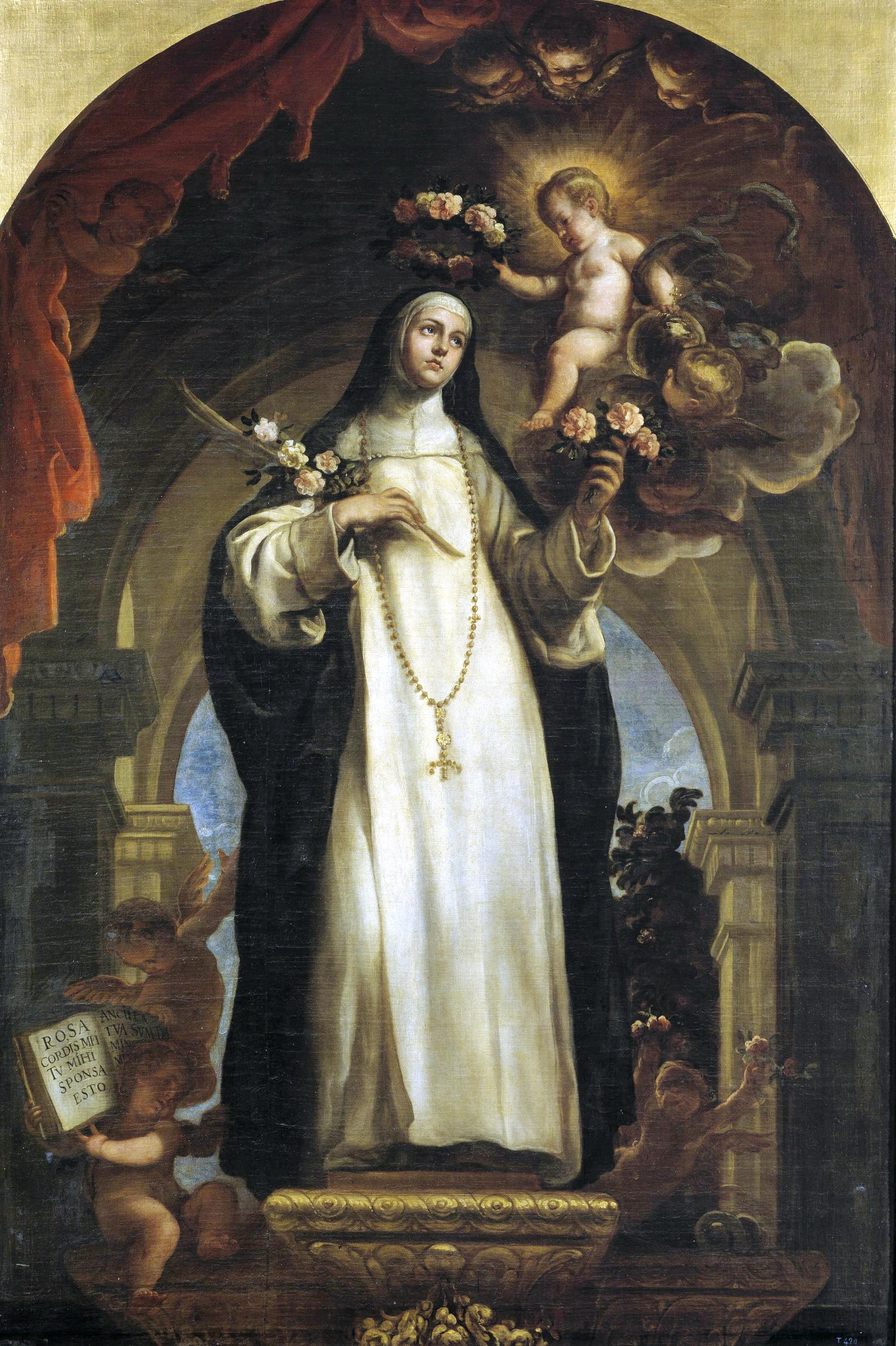
Santa Rosa de Lima

### Peru
Grande parte dos espanhóis que imigraram para o Peru provinham da Estremadura, Castela, Galícia, Catalunha e Andaluzia. Desse modo, a maioria dos imigrantes coloniais foram das regiões do sul da Espanha para o que hoje é considerado a região costeira peruana, partindo normalmente dos portos de Cádiz ou Sevilha e desembarcando nos portos peruanos de Callao, Mollendo e Pimentel, com muitos fazendo escala em algum porto caribenho antes de chegar ao Peru.
Antes da construção do Canal do Panamá, os navios contornavam o Cabo Horn para chegar aos portos peruanos e alguns viajantes chegavam por meio do Rio Amazonas, sendo esta última rota mais comum durante o ciclo da borracha. 
Cerca de 44% dos peruanos são mestizos (pessoas de ascendência ameríndia e europeia) e mais de 7% são mulatos, perfazendo um total de 51% com ascendência mista.

### Porto Rico
A imigração espanhola para Porto Rico se iniciou em 1493 e continua até a atualidade. Em 25 de setembro de 1493, Cristóvão Colombo partiu, em sua segunda viagem, com 17 navios e 1.200 a 1.500 homens de Cádiz. Em 19 de novembro de 1493, ele desembarcou na ilha, batizando-a de "San Juan Bautista".
O primeiro assentamento espanhol na ilha, Caparra, no atual município de Guaynabo, foi fundado em 8 de agosto de 1508 pelo Tenente Juan Ponce de León, natural de Valladolid, que participou das viagens de Colombo e, mais tarde, foi nomeado o primeiro governador da ilha.
Desde o início da conquista de Porto Rico, os castelhanos dominavam a vida religiosa e política. Alguns vieram para a ilha por apenas alguns anos e depois voltaram para a Espanha; no entanto, muitos ficaram. A família fundadora de Porto Rico, os Ponce de Leon, eram de Castela e o conquistador Juán Ponce de León constrói a primeira casa em 1521, mas falece no mesmo ano e deixa-a para seu filho Luis. A estrutura original não durou muito, pois foi destruída por um furacão dois anos depois e foi reconstruída por Juan Garcia Troche, genro de Juan Ponce de León. A cidade de Ponce recebe o nome da família conquistadora da região.
Durante o século XIX, houve grande imigração para a ilha, o que fez a população crescer de 155.426 em 1800 para 953.423 no final do século, multiplicando-se por seis nesse período de cem anos. Graças a um decreto real de 1815, imigrantes de dezenas de nações além da Espanha chegam à ilha, vindas de países como França, Irlanda, Alemanha, Líbano, Malta e Portugal e alguns países foram representados por poucos (51 chineses, por exemplo). O país que forneceu grande parte dos imigrantes ainda era a Espanha.
Desde o início da colonização de Porto Rico, a maioria dos colonos espanhóis que migraram para lá eram oriundos das Ilhas Canárias, mas também vieram grupos da Catalunha, Astúrias, Galícia e Mallorca. 
No século XIX, houve uma mudança nos padrões de chegada de estrangeiros. Segundo autores porto-riquenhos como Cifre de Loubriel, que pesquisou os padrões da onda de imigração feita para a ilha, naquele século o maior número de espanhóis que vieram para a ilha com suas famílias eram oriundos da Catalunha e Mallorca. A segunda região espanhola com os maiores números eram a Galícia e as Astúrias e, em seguida, vem os das Ilhas Canárias, Bascos e Andaluzes. Os catalães, galegos, maiorquinos e asturianos que migraram para Porto Rico, na maioria das vezes, vinham com famílias inteiras. Houve regiões da ilha que atraíram alguns imigrantes mais do que outros, principalmente por razões políticas ou económicas. 

### Estados Unidos
Os espanhóis são um dos grupos euro-estadunidenses mais antigos, com presença na Flórida desde 1565 e são o oitavo maior grupo hispânico nos Estados Unidos. Como há muitos hispano-americanos nos Estados Unidos, milhões de pessoas residentes no país também descende de espanhóis indiretamente, por meio de algum país da América colonizado pelos espanhóis, embora o termo "espanhol-americano" seja usado apenas para se referir aos americanos cuja ascendência se origina total ou parcialmente da Espanha. Eles são encontrados em grandes concentrações em cinco grandes estados de 1940 até o início do século XXI. Em 1940, a maior concentração de espanhóis estava em Nova York (principalmente na cidade de Nova York), seguida pela Califórnia, Flórida, Nova Jersey e Pensilvânia.
A imigração da Espanha para os Estados Unidos foi mínima, mas constante ao longo da primeira metade do século XIX, com um aumento durante as décadas de 1850 e 1860, como resultado da Guerras Carlistas. Um número muito maior de imigrantes espanhóis entrou no país no primeiro quartel do século XX (27.000 na primeira década e 68.000 na segunda), também devido à pobreza rural e congestionamento urbano que levaram outros europeus a emigrar naquele período, bem como guerras. A presença espanhola nos EUA diminuiu bastante entre 1930 e 1940, de um total de 110.000 para 85.000 e muitos imigrantes voltaram para a Espanha ou para outro país.

#### Número de hispano-americanos
Segundo a American Community Survey, 759.781 pessoas que relataram como sendo "espanholas", 652.884 eram nascidas nos Estados Unidos e 106.897 eram estrangeiras. Dos estrangeiros, 65,3% dos estrangeiros nasceram na Europa, 25,1% na América Latina, 8,3% na Ásia, 0,6% na América do Norte, 0,5% na África e 0,1% na Oceania.

#### Censo 2010
O Censo dos Estados Unidos de 2010, que usou como dia de referência 1° de abril de 2010, afirma que 635.253 pessoas se identificaram como espanholas.

### Uruguai
A colonização espanhola no Uruguai teve como primeira etapa a colonização da região conhecida como "Banda Oriental", uma faixa de terra pouco povoada que engloba o atual território uruguaio.
Entre o final do século XIX e início do século XX, houve uma grande imigração espanhola. Alguns desses estrangeiros se misturaram com uruguaios com origens no período colonial, indígenas, ameríndios ou com outros imigrantes europeus.
Sendo que grande parte dos imigrantes que chegaram ao Uruguai até meados do século XIX eram espanhóis e o fato de que uma parte significativa dos imigrantes do final do século XIX einício do século XX para o Uruguai também eram espanhóis, a grande maioria dos uruguaios possuem alguma ancestralidade espanhola.

### Venezuela
A imigração espanhola para a Venezuela começou com a colonização espanhola dessa região e perdurou após a independência do país, em 1830. Imigração de outras partes da Europa chegou após a Segunda Guerra Mundial.
Até o período da Segunda Guerra Mundial, a maioria dos espanhóis que chegaram à Venezuela eram oriundos das Ilhas Canárias. A influência da cultura desse arquipélago nesse país sul-americano foi tão grande que é comum dizer que a Venezuela é "a oitava ilha das Canárias".

## Ásia

### Filipinas(antigasÍndias Orientais Espanholas)
Nas Filipinas, há uma parcela da população que possui ascendência espanhola. Essa ancestralidade da Península Ibérica veio diretamente da Espanha ou do México. As Índias Orientais Espanholas pertenceram, a independência do México, ao Vice-Reino da Nova Espanha, sediado na Cidade do México
Entre 1565 e 1898, espanhóis, mexicanos e, às vezes, outros hispano-americanos (especialmente peruanos) se fixaram nas Índias Orientais Espanholas como funcionários públicos, soldados, padres, colonos, comerciantes e aventureiros e, em grande parte, chegaram ao arquipélago pelo Galeão de Manila.

## Europa

### França
Dentre os famosos franceses de ascendência espanhola, estão o filósofo Albert Camus, os atores Louis de Funès, Olivier Martinez e Jean Reno, o ator e ex-jogador de futebol Éric Cantona e os políticos Anne Hidalgo e Manuel Valls.

### Alemanha
Entre 1960 e 1973, cerca de 600.000 espanhóis emigraram para a Alemanha. Espanhóis notáveis radicados na Alemanha incluem Mario Gómez, Heinz-Harald Frentzen, Gonzalo Castro, Curro Torres, Stefan Ortega, Joselu e Daniel Brühl.

### Suíça
Dentre os espanhóis e descendentes de espanhóis famosos na Suíça estão Ricardo Cabanas, Ricardo Rodríguez, Philippe Senderos e Vincent Perez.

### Reino Unido
Espanhóis ou descendentes de espanhóis famosos no Reino Unido incluem John Galliano, Geri Halliwell, Roland Orzabal, Lita Roza e os reis da Inglaterra Maria I e Eduardo II.

## Oceania

### Austrália
Na Austrália, há 78.271 pessoas que se identificam como descendentes de espanhóis, a maioria das quais reside nas principais cidades de Sydney e Melbourne, com números menores em Brisbane e Perth.  Destes, de acordo com o censo australiano de 2006, 12.276 nasceram na Espanha. 

### Nova Zelândia
Há aproximadamente 2.043 neozelandeses com ascendência espanhola total ou parcial,
a maioria dos quais reside nas principais cidades de Auckland e Wellington. 